# Fascismo rojo
El fascismo rojo o rojipardismo es un término usado a partir de 1922 que equipara al estalinismo, maoísmo, y otras variantes del marxismo–leninismo con el fascismo.  Acusaciones a los dirigentes de la Unión Soviética durante la era de Stalin de que actuaban como "fascistas rojos" fueron generalmente emitidas por anarquistas, la izquierda comunista, socialdemócratas y otros socialistas democráticos, así como por liberales y por círculos de la derecha.

## Uso del término por la "izquierda antiestalinista" durante la primera mitad delsigloXX
El término "fascismo rojo" apareció por vez primera a principios de los 1920s, entre el fin de la Primera Guerra Mundial, de la revolución rusa y de la Marcha sobre Roma. Por ejemplo, el anarquista italiano Luigi Fabbri escribió en 1922 que "fascistas rojos es el nombre recientemente otorgado a aquellos comunistas bolcheviques quienes más se inclinan proponer los métodos del fascismo para uso contra su adversarios.". Steven Forti relaciona este término al del "nacionalbolchevismo" que tuvo su primera expresión en grupúsculos nacionalistas al interior del Partido Comunista Alemán (KPD), que "defendían la transformación de la lucha de clases en guerra entre naciones". De la misma manera, en el libro "La Religión de la muerte: Postscriptum sobre viejos y nuevos fascismos" de Julio Cortes, el autor se refiere al origen del "rojipardismo" o "fascismo de rojo", mostrando una aparente uniformidad con respecto a su aparición:
El llamado “rojipardismo” se produce a partir de los años 20, cuando el concepto de comunismo estaba quedando asociado al modelo ruso, con el partido bolchevique como ejemplo de organización: el leninismo, es decir, el jacobinismo ruso, modelo de organización clandestina y compartimentada, que se prestó muy adecuadamente para ejercer el poder estatal en un país acostumbrado al despotismo, que enfrentó antes y después de 1917 circunstancias excepcionales.
 

Tras los eventos de la marcha sobre Roma en octubre de 1922, el fascismo despertó interés en Italia al interior de las filas del socialismo, en particular de quiénes se habían posicionado a favor de la Primera Guerra Mundial, así como del movimiento anarquista. En 1922 el famoso anarquista italiano Errico Malatesta crítico duramente este acercamiento con el fascismo de quiénes se habían dejado deslumbrar por las apariencias de la fuerza y siempre tienen algún tipo de admiración secreta por el vencedor". y de los subversivos que dicen que “los fascistas nos han enseñado cómo hacer una revolución"

No, los fascistas no nos enseñaron nada. 
Hicieron la revolución, si revolución le quieren llamar, con permiso de sus superiores y al servicio de sus superiores. Traicionar a los amigos, renegar todos los días de las ideas profesadas ayer, si así conviene a la propia ventaja ponerse al servicio del patrón, asegurar el consentimiento de las autoridades políticas y judiciales, desarmar con la policía a los oponentes para luego atacarlos en diez contra uno, prepararse militarmente sin necesidad de ocultarse, incluso recibiendo armas del gobierno, además de vehículos y objetos de cuartel, y luego ser llamado por el rey y ponerse bajo la protección de dios… son todas cosas que no podríamos y no querríamos hacer. Y son todas cosas que habíamos dicho que ocurrirían el día en que la burguesía se sintiera seriamente amenazada.

En vez, el ascenso del fascismo debe ser una lección para los socialistas legalistas, quienes creían, y ¡ay! aún creen que podemos derrocar a la burguesía por los votos de la mitad más uno de los votantes, y no quisieron creernos cuando les dijimos que si alguna vez alcanzaran una mayoría en el parlamento y quisieran — sólo por hacer suposiciones absurdas — implementar el socialismo mediante el parlamento, ¡les patearían el trasero!
 

En los años siguientes, un número de socialistas empezó a considerar que el gobierno soviético era un estado fascista rojo. Bruno Rizzi, un marxista italiano y  fundador del Partido Comunista de Italia quién se volvió antiestalinista, alegó en 1938 que «el estalinismo [adoptó] un camino regresivo, generando una especie de fascismo rojo idéntico en sus características superestructurales y coreográficas [con su modelo Fascista]".Desde la izquierda comunista germano-holandesa, figuras como Otto Rühle han ido más allá de la sola crítica del estalinismo y han planteado la responsabilidad del "bolchevismo", como antecedente al fascismo. Para Rühle así como para otros comunistas radicales que adoptaron la misma crítica, "el orden estatal y el gobierno en Rusia son indistinguibles de los de Italia y Alemania". Esto pese a las diferencias ideológicas que existan entre estos, ya que el fascismo "puede variar con las peculiaridades, la historia, el grado de desarrollo y otras cosas especiales en los diferentes países".
Rusia debe ocupar el primer lugar entre los nuevos estados totalitarios. Fue el primero en adoptar el nuevo principio estatal. Fue más lejos en su aplicación. Fue el primero en instaurar una dictadura constitucional, junto con el sistema de terror político y administrativo que la acompaña. Adoptando todas las características del Estado total, se convirtió así en el modelo para aquellos otros países que se vieron obligados a deshacerse del sistema estatal democrático y cambiar a un gobierno dictatorial. Rusia fue el ejemplo para el fascismo
Paul Mattick desarrolla una crítica similar contra el bolchevismo y el estalinismo. En esta apunta a la limitada comprensión que había acerca de la URSS por parte de los "comunistas de partido", en particular la tesis trotskista del "Estado obrero degenerado", que sería cuestionada también por otros comunistas como Amadeo Bordigay grupos como Socialismo o Barbarie. Mattick en 1934 llegaría a decir sobre el estalinismo lo siguiente: "No es posible una distinción entre leninismo y estalinismo, ya que el último no es más que el resultado del primero. No es simplemente una derrota del estalinismo lo que enfrenta el movimiento mundial, sino que todo el período bolchevique que comenzó con Lenin ha encontrado su final histórico". La crítica antiestalinista era por tanto insuficiente a ojos de la izquierda comunista germano-holandesa y debía extenderse a su origen en el bolchevismo, así como la relación de este con el fascismo, al tener ambas -según Mattick- como fin preservar el orden social existente a través del terror en momentos en los que el capitalismo se encontraba en crisis. Para 1937 Mattick ya refería al estalinismo como el "fascismo de Moscú", esto en el contexto del papel contrarrevolucionario del estalinismo durante la Guerra civil española, distinguiéndolo del "fascismo franquista"
Trotsky no podía permitirse reconocer en el Bolchevismo un aspecto de la tendencia mundial hacia una economía "fascista" mundial. Incluso en 1940 sostuvo la visión de que el Bolchevismo previno el ascenso del Fascismo en la Rusia de 1917. Debería haber estado claro hace mucho, sin embargo, que todo lo que Lenin y Trotsky previnieron en Rusia fue el uso de una ideología no-Marxiana para la reconstrucción "fascista" de Rusia. Porque como la ideología Marxiana del Bolchevismo simplemente sirvió a fines capitalistas de Estado, ésta, también, ha sido desacreditada. Desde cualquier punto de vista que vaya más allá del sistema capitalista de explotación, el Stalinismo y el Trotskismo son ambas reliquias del pasado.
Si bien que principalmente focalizado en su crítica al nacional socialismo, Wilhelm Reich también consideraba que la Rusia Soviética de Stalin habían evolucionado a un fascismo rojo.
Con respecto a la relación del fascismo y el estalinismo también se ha referido el intelectual Norberto Bobbio,  quién nos recuerda que ya “hubo un clamoroso ejemplo de alianza práctica entre fascismo y comunismo: el pacto de no agresión y de repartición mutuamente ventajosa entre la Alemania de Hitler y la Unión Soviética de Stalin". Esto refiriéndose al pacto Ribbentrop-Mólotov, firmado el 23 de agosto de 1939, nueve días antes de iniciarse la Segunda Guerra Mundial.

## Uso del término fuera de contextos académicos
El descriptor "fascismo rojo" era también utilizado en Estados Unidos durante la Guerra Fría como un estribillo anticomunista.  Empero, el término ya se usaba antes de la guerra: en un editorial del 18 de septiembre de 1939, The New York Times reaccionó al pacto Mólotov–Ribbentrop, por el cual los nacionalsocialistas alemanes y los socialistas soviéticos acordaban invadir y distribuirse Europa entre ellos, declarando: «hitlerismo es comunismo color café, estalinismo es fascismo rojo".

## Uso más reciente
El periodista y filósofo francés Bernard-Henri Lévy ha utilizado el término mientras  explica que algunos intelectuales europeos se han enamorado de teorías anti-Ilustración y han abrazado una nueva ideología absolutista, una que es antiliberal, antiestadounidense, antiimperialista, antisemita y pro-islamofascista.